# موت فجائي
الموت الفجائي (بالإنجليزية: Sudden death)‏ هو عبارة عن فشل في تشغيل النظام في عدة أجهزة أندرويد التي تستعمل Exynos 4412 فيما بينها سامسونج جالكسي إس 3، قامت سامسونج بتصحيح المشكلة عن طريق تحديث تصحيحي للبرنامج.
هناك عدة أسباب لحدوث هذه المشكلة كمحاولة الحصول على ترخيص الروت أو عدم السيطرة عليه أو التحديثات الغير مستقرة.